# Veronica forrestii
Veronica forrestii är en grobladsväxtart som beskrevs av Friedrich Ludwig Diels. Veronica forrestii ingår i släktet veronikor, och familjen grobladsväxter. Inga underarter finns listade i Catalogue of Life.